# Borgunds kommun, Møre og Romsdal
Borgunds kommun (norska: Borgund kommune) var en kommun i Møre og Romsdal fylke i västra Norge. Orten Borgund utgjorde kommunens centralort.

## Administrativ historik
Borgunds kommun upprättades den 1 januari 1838 (som  Borgund formannskapsdistrikt) när Formannskapslovene från 1837 trädde i kraft. Kommunen omfattade då stora delar av nuvarande Ålesunds kommun samt den sydvästra delen av nuvarande Harams kommun, den södra delen av nuvarande Giske kommun och hela nuvarande Sula kommun. Staden Ålesund var omsluten av kommunen men ingick inte i denna.
1849 bröts Skodje kommun ut ur kommunen som då minskade från 6 631 invånare före delningen till 4 461 invånare efter.
Den 1 januari 1875 överfördes ett bebott område (med 902 invånare) från Borgunds kommun till Ålesunds kommun.
Den 1 januari 1908 bröts Giske kommun ut ur kommunen som då minskade från 8 442 invånare före delningen till 6 734 invånare efter.
Mellan 1916 och 1965 genomfördes ytterligare ett antal gränsregleringar med grannkommuner:
- 1 januari 1916: bebott område (14 invånare) från Skodje kommun
- 1922: bebott område (1 148 invånare) till Ålesunds kommun
- 1 juli 1958: bebott område (68 nvånare) från Hareids kommun
- 1 januari 1965: bebott område (Grytastranda, Søvik och Gamlem samt öarna västerut med 1 191 invånare) till Harams kommun

Den 1 januari 1968 gick den återstående delen av Borgunds kommun upp i Ålesunds kommun. Kommunens hade då 20 132 invånare.
Den 1 januari 1977 delades Ålesunds kommun och en del av den tidigare kommunen Borgund (ön Sula med 6 302 invånare) bröts ut för att bilda Sula kommun. Den nybildade kommunen fick kommunkod 1531, samma som Borgund tidigare hade haft.